# Rabiu Kwankwaso
Rabiu Kwankwaso, né le 21 octobre 1956 à Madobi (près de Kano, au Nigéria) est une personnalité politique nigériane, ministre, gouverneur de l'État de Kano de 1999 à 2003 et de 2011 à 2015.

## Biographie
Après des études d'ingénieur, Rabiu Kwankwaso travaille pour l'administration de l'État de Kano pendant dix-sept ans avant d'être élu à la Chambre des représentants en 1992, pour la circonscription de Madobi ; il devient immédiatement vice-président (deputy speaker) de cette assemblée.
Au moment de la transition démocratique (1998-1999), il rejoint le Peoples Democratic Party (PDP) et est élu gouverneur de Kano. En 2003, le président Olusegun Obasanjo le nomme ministre de la Défense (en),. Il ne parvient pas à être élu candidat de son parti aux élections de 2007 au poste de gouverneur de Kano. Il est nommé représentant spécial du président nigérian pour la Somalie et le Darfour.
Le 26 avril 2011, il parvient à se faire réélire gouverneur de Kano avec 46 % des suffrages exprimés, remplaçant Ibrahim Shekarau (gouverneur de 2003 à 2011). Ne pouvant plus se représenter en 2015 après deux mandats de gouverneur, il est candidat aux élections sénatoriales (en) (circonscription de Kano métropole), mais cette fois pour All Progressives Congress (APC), qui a pris le pouvoir, et devient sénateur. Il passe, en mars 2017, du All Progressives Congress, le parti au pouvoir depuis 2015, au Peoples Democratic Party.